# Flughafen Gdańsk-Zaspa

i7
i11
i13
Der Flughafen Gdańsk-Zaspa ist ein ehemaliger Flughafen in Polen. Er wurde 1923 als internationaler Flughafen der Freien Stadt Danzig in Danzig-Langfuhr eröffnet und war mit einer kriegsbedingten Unterbrechung von vier Wochen bis 1974 in Betrieb.

## Geschichte

### Freistadt Danzig

#### Flugplatz Langfuhr (1910–1923)
Im Danziger Vorort Langfuhr (heute Wrzeszcz) entstand 1910 die Fliegerstation des Prinzen Friedrich Sigismund von Preußen. Bedeutung erhielt diese erst 1917 mit der Einrichtung einer Marine-Fliegerschule. 1919 und 1920 fand dort kein regelmäßig betriebener Luftverkehr statt. Ehemalige Militärflugzeuge wurden in dieser Zeit durch den Militärgouverneur beschlagnahmt, an Polen ausgeliefert oder zerstört. Im Dezember 1920 und März 1921 eröffneten die ersten Danziger Luftverkehrsgesellschaften ihren Betrieb. Angeflogen wurden bald Flugplätze wie Berlin, Königsberg (Devau), Memel, Kowno, Riga und zeitweise Poznań. Im September kamen Warschau und Lwów (Lemberg) hinzu.

#### Flughafen Danzig (1923–1945)
Da der Luftverkehr von und nach Danzig stetig zunahm und der benachbarte Exerzierplatz in den Besitz der Freien Stadt Danzig kam, wurde der Flugplatz in nordwestlicher Richtung verlegt und zum Flughafen ausgebaut. Der neue Flughafen wurde am 17. Juni 1923 eröffnet und bis 1936 mehrfach erweitert. Er hatte 1923 eine Fläche von 25 Hektar. 1924 wurde eine große Flugzeughalle errichtet, 1925 eine Erweiterung mit Werftbetrieb angebaut. 1926 entstand eine unterirdische Betankungsanlage. 1928 wurde ein repräsentatives Abfertigungsgebäude errichtet, bis dahin hatte der Danziger Aero-Lloyd seine Passagiere in der Flugzeughalle abgefertigt. Weitere Hallen wurden erbaut und zuletzt der Flughafen auf einen Rollfeldkreis von 1000 Meter Durchmesser erweitert. Er erhielt zudem eine Blindlandebahn mit entsprechender Befeuerung und Navigationshilfen. Die Arbeiten wurden bis 1936 abgeschlossen. Nur eine Anrollstrecke von 270 Metern Länge war betoniert um Passagiere und Schaulustige vor Staubwolken beim Start zu schützen. Die Startbahnen mit 1020 und 966 Meter Länge bestanden aus Gras.
Der Flughafen verfügte über den Bahnhof Danzig-Flughafen an der Bahnstrecke von Danzig nach Zoppot (später Gdańsk-Lotnisko, heute Gdańsk-Zaspa). Neben den Danziger Fluggesellschaften und ihren deutschen Partnern, der polnischen LOT und ihren Vorgängern, wurde er auch durch die Deruluft (Deutsch-Russische Luftverkehrsgesellschaft) bedient. Doch der Königsberger Flughafen Devau verdrängte gegen Mitte der 1920er Jahre mehr und mehr Danzig aus der Rolle des wichtigsten Luftfahrt-Drehkreuzes im skandinavisch-baltischen Raum.
1926 fusionierten die deutschen Fluggesellschaften zur Deutschen Luft Hansa (DLH). Der Danziger Aero-Lloyd bestand noch formal weiter. Die Luft Hansa richtete 1926 eine Nachtlinie über Danzig nach Königsberg ein. In Devau startete frühmorgens die Deruluft-Maschine nach Moskau. Von Berlin war Moskau in 15 Stunden zu erreichen, Zwischenübernachtungen waren nicht mehr nötig. Bis zu ihrer Auflösung bediente die Deruluft auch die Strecke über Danzig nach Berlin. Eingesetzt wurden einmotorige Fokker F.III, Dornier Merkur und später dreimotorige Tupolew ANT-9. Seit Herbst 1929 wurden deutschen Flugzeugen erstmals Überflüge über polnisches Gebiet gestattet. Die Luft Hansa musste nicht mehr den polnischen Korridor über der Ostsee umfliegen. Aus politischen Gründen stellte die LOT 1934 ihre Winterflüge ein und flog seit 1937 nur noch den Flugplatz Rumia (Rahmel) bei Gdynia an.
Zweiter Weltkrieg
Der Überfall auf Polen bedeutete eine zeitweise Schließung des zivilen Luftverkehrs. Am 21. September 1939 wurde Danzig wieder vom Ausweichflugplatz Rangsdorf bei Berlin angeflogen. Die kommerziellen Flüge der Lufthansa wurden erst Anfang 1945 eingestellt.
Bei Kriegsausbruch wurden in Danzig-Langfuhr Stukas der Trägergruppe 186 stationiert. Diese bombardierten Schiffe der polnischen Marine und die Westerplatte. Der Platz beherbergte dann die Flugzeugführerschule A/B 6 (FFS A/B 6) und später die FFS A/B 52. Diese musste im Januar 1945 Platz für Kampfeinheiten machten. Dazu gehörten Teile von Fliegerziel- und Nachtjagdgeschwadern, eine Minensuchstaffel, Nahaufklärer und die IV. Gruppe des Jagdgeschwaders 51 (JG 51).

### Volksrepublik Polen

#### Flughafen Gdańsk-Zaspa (1945–1974)
Ende März 1945 wurde Danzig von der Roten Armee im Zuge der Schlacht um Ostpommern eingeschlossen und erobert. Zehn Tage später war der Flughafen Danzig in sowjetischer Hand. Durch die Kampfhandlungen hatte er Schäden erlitten, aber er konnte am 18. April 1945 für eine Ringlinie Warschau–Allenstein–Danzig–Bydgoszcz–Warschau wiedereröffnet werden. Zivilisten konnte diese mit Sonderausweisen benutzen.
Nach dem Zweiten Weltkrieg wurde am 20. Februar 1946 die erste Linienverbindung nach Warschau eingerichtet. Der Flughafen erhielt zwei Start- und Landebahnen aus Beton: 03/21 mit 1800  × 80 Meter und 10/28 mit 1400 × 40 Meter. Der Flughafen erhielt den neuen Namen Flughafen Gdańsk-Zaspa, Namensgeber war das Dorf Zaspa (deutsch  Saspe ). Am 21. April 1947 wurde der Platz offiziell eröffnet, neben Direktverbindungen nach Bydgoszcz, Katowice, Kraków, Łódź, Rzeszów, Szczecin und Wrocław waren Kopenhagen, Stockholm, Ost-Berlin, Budapest, Warna und Burgas die wichtigsten Flugziele. Von 1953 bis 1957 war das 30. Regiment der Marineflieger in Zaspa stationiert.
Der Flughafen und die Landebahnen konnten noch etwas erweitert werden, aber die innerstädtische Lage machte den weiteren Ausbau für Düsenflugzeuge unmöglich. Als Alternativen zu einem Neubau bei Rębiechowo waren die Militärplätze in Rumia und Pruszcz Gdański im Gespräch. Im August 1971 entschied die Regierung für Rębiechowo, am 30. März 1974 wurde Gdańsk-Zaspa geschlossen und am 2. Mai 1974 nahm der Flughafen Gdańsk-Rębiechowo (heute Lech-Wałęsa-Flughafen) seinen Betrieb auf.
Der Platz in Gdańsk-Zaspa wurde mit den beiden Zasper Wohnsiedlungen Zaspa-Młyniec und Zaspa-Rozstaje überbaut. Eine Halle des Vorkriegsplatzes wurde durch die Danziger Brauerei genutzt, deren Gelände gegenwärtig zu einer Wohnsiedlung umgewidmet wird. Während zwei weitere Hallen 2006 abgerissen wurden, konnte in der größten Flugzeughalle 1994 ein Einkaufszentrum mit 12.000 m² Fläche eröffnet werden. Der nördliche Teil der ehemaligen Startbahn ist heute noch vorhanden.